# Kaspar Fürstenau
Pour les articles homonymes, voir Fürstenau.
Kaspar Fürstenau (° 26 février 1772 à Münster (Principauté épiscopale de Münster); † 11 mai 1819 à Oldenbourg) est un flûtiste et compositeur allemand.

## Biographie
Fürstenau a reçu ses premières leçons de musique de son père, un hautboïste de la Chapelle de Cour de la Principauté épiscopale de Münster. Après le décès de son père, son employeur, l'évêque de Münster Maximilien-Frédéric de Königsegg-Rothenfels, lui a fait poursuivre ses études auprès du bassoniste Bernhard Anton Romberg.
En 1788, Fürstenau a obtenu du successeur de Maximilien-Frédéric, Maximilien-François d'Autriche, un poste à sa chapelle. Là, il a eu pour professeur le flûtiste Josef Antoni. À partir de 1793, Fürstenau a été envoyé par son employeur faire des voyages d'étude auprès des cours de Londres, Paris et Vienne.
En 1794, Fürstenau est devenu membre de la chapelle du duc Paul Frédéric Auguste d'Oldenbourg, à qui il a donné des leçons pendant quelque temps.
Kaspar Fürstenau est le père du flûtiste et compositeur Anton Bernhard Fürstenau, à qui il a donné ses premières leçons et qu'il a amené dans ses tournées de concert à Berlin, Munich, Copenhague, Saint-Pétersbourg, Vienne et en 1815 à Prague

## Œuvres
- Concertos pour flûte